# Parc Nacional Centenari de Wangchuck
El Parc Nacional Centenari de Wangchuck és un parc natural situat al nord de Bhutan. Ocupa una extensió de 4914 km², sent així el parc nacional més gran del país i es distribueix al llarg de 5 districtes: Bumthang, Lhuntse, Wangdue Phodrang, Gasa i Trongsa, sent els 3 primers on ocupa una major part de superfície dels districtes i els altres 2 amb una menor superfície. Limita al nord amb el Tibet i a l'oest amb els afluents del riu Wong Chhu. El parc fa frontera amb el Parc Nacional Jigme Dorji, el Santuari de fauna de Bumdeling i el Parc Nacional de Phrumsengla. També està connectat al Parc Nacional de Jigme Singye Wangchuck, situat al centre del país, a través de varis passadissos biològics. El parc es va fundar el 10 de juny de 2008 en honor a la dinastia Wangchuck, fundada l'any 1907.
El parc té una gran quantitat de glaceres que són l'origen de l'aigua de quatre dels rius principals de Bhutan, el Punatsangchhu (Sunkosh), el Mangdechhu, el Chamkharchhu i el Kuri Chhu, tots afluents del riu Manas. Al parc hi trobem muntanyes amb neus permanents, com Gangkar Puensum, Rinchen Zoegila o Jazayla i durant l'hivern, el 85% de la superfície del parc està coberta de neu durant 4 mesos.Aquestes glaceres, actualment s'enfronten a l'amenaça pel desbordament dels llacs glacials, que poden comportar inundacions per GLOF (Glacier lake outburst flood).

## Fauna i flora
Dins del parc hi trobem més de 200 espècies de plantes vasculars, 23 espècies de grans mamífers i més de 130 espècies d'aus. Entre els grans mamífers n'hi ha 8 totalment protegits com la pantera de les neus, el lleopard comú, l'os negre de l'Himàlaia, el taquin de Bhutan, el serau o el llop tibetà (Canis himalayensis), que no es troba enlloc més del país. I entre la gran quantitat d'aus que hi crien, hi ha el pinsà muntanyenc de Brandt o la mallerenga cuallarga violàcia.
Pel que fa a la flora, la zona compta amb gran varietat de biomes que van des de boscos de fulla ampla, boscos de coníferes i avets i praderies i matollars alpins, amb altituds que van des dels 2.500 fins als 5.100 metres sobre el nivell del mar. Hi trobem algunes espècies d'arbres poc comuns com el teix de l'Himàlaia o el xiprer de Bhutan (Cupressus corneyana).